# مرب (بني حشيش)

تعديل مصدري - تعديل

مرب هي إحدى قرى عزلة الشرفة بمديرية بني حشيش التابعة لمحافظة صنعاء، بلغ تعداد سكانها 1179 نسمة حسب تعداد اليمن لعام 2004.